# King Kong (film din 2005)
King Kong este un film american din 2005, în regia lui Peter Jackson. Este doilea remake al filmului din 1933 cu același titlu. Rolurile au fost interpretate de actorii Naomi Watts, Jack Black și Adrien Brody. Este distribuit de Universal Pictures.